# Аствацатур I
Аствацатур I (арм. Աստվածատուր Ա Համադանցի) — Католикос Армянской церкви, Католикос Всех Армян (арм. Ամենայն Հայոց Կաթողիկոս) находившийся на престоле с 1715 по 1725 гг. 

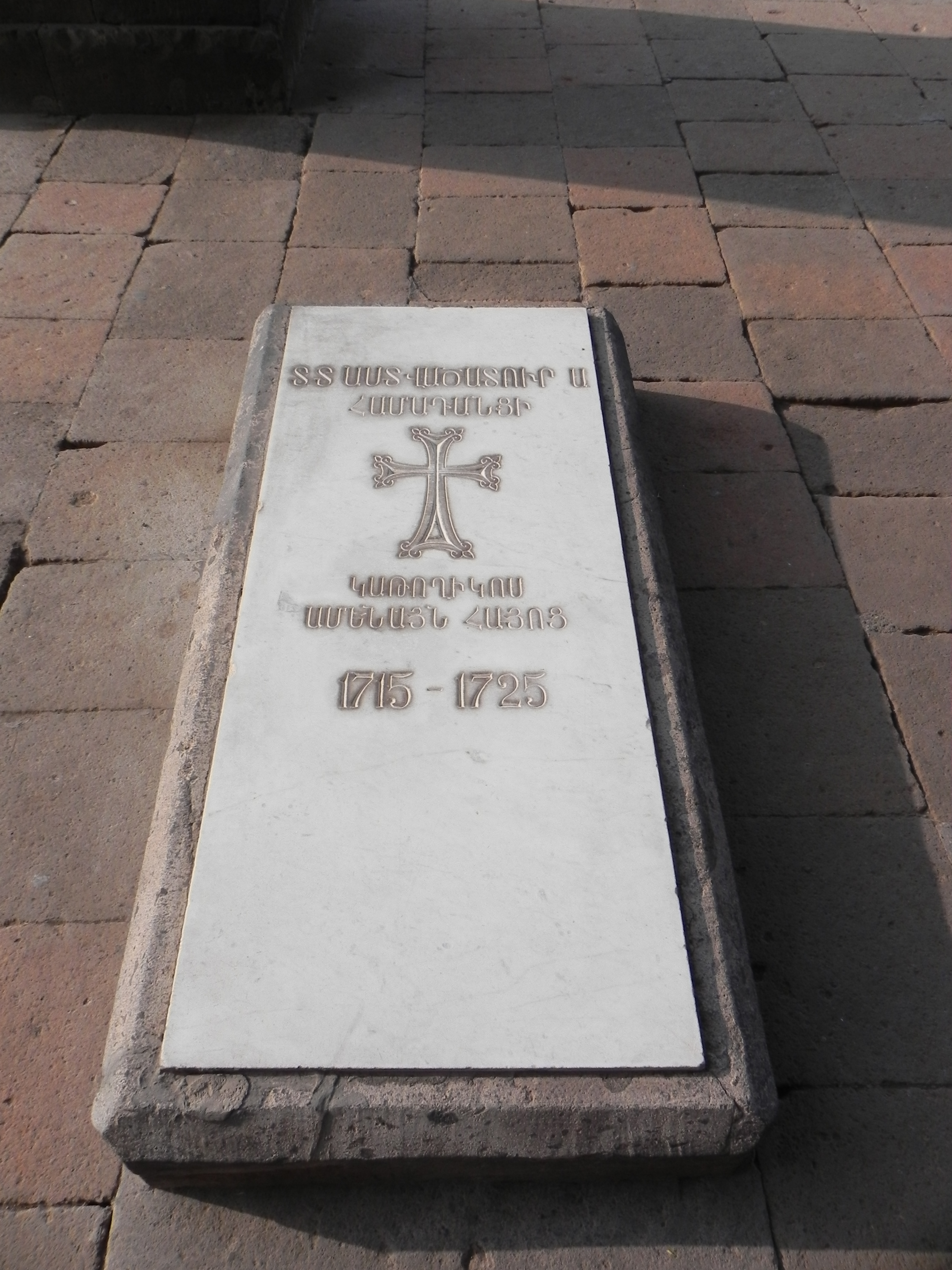
Могила Аствацатура

Светское имя — Арутюн (арм. Հարություն). 
Родился в городе Хамадан; выбран Католикосом 7 мая 1715 г. Во время своего правления установил с российским императором Петром I дружественные отношения, обеспечившие Армении сильного союзника против её мусульманских соседей — Персии и Османской Империи. Умер 10 октября 1725 г., похоронен в Церкви Святой Рипсиме в Вагаршапате. На его место избран Карапет II